# Аймон III Женевски
Еймон III Женевски (на френски: Aymon III de Geneve) е дванадесетия граф на Женева от Дом Женева, рицар и кръстоносец, участник в похода на граф Амадей VI Савойски срещу България.
Еймон III е син на граф Амадей III Женевски и Матилда д'Оверн. През 1364 г., бащата на Еймон става рицар на новосъздадения Орден на Огърлицата и се включва в подготовката на кръстоносен поход организиран от кипърския крал Петър I и Амадей VI Савойски. Поради влошеното си здраве Амадей III не е способен да изпълни кръстоносното си задължение и изпраща синът си. По този начин Еймон III става водач на контингента на Графство Женева в Савойския кръстоносен поход, който започва през 1366 г. Той се присъединява към армията на своя братовчед Амадей VI Савойски във Венеция през юни същата година, заедно с други рицари сред които Жан дьо Виен, Юг II дьо Шалон-Арле и брат му Луй I. Кръстоносният флот наброява около двадесет кораба, включително седем генуезки и шест венециански галери. Еймон, „господарят на Женева“, е обявен за „адмирал“ на една от галерите. По време на похода графът на Женева се отличава с храбростта си при превземеането на крепостта Галиполи, както и при битките с българите. Той се завръща от кръстоносния поход във Венеция на 29 юли 1367 г.
Умира на 31 август 1367 г. в Анси, Франция.